# Davie Allen and The Arrows
Davie Allen and The Arrows sind eine US-amerikanische Surf-Rock-Band.

## Geschichte
Die Band war für Songs in zahlreichen Biker- und Teen-Exploitation-Filme der Prä-Hippie-Ära verantwortlich. Sie war bis Ende der 1980er Jahre aktiv. Gründer und Namensgeber Davie Allen schrieb weiterhin Filmmusik, u. a. für Night on Earth oder From Dusk till Dawn 2. Stilprägend war seine Fuzz-Gitarre.
Im Jahr 2003 erfolgte eine Reunion der Band, bei der neben Allen Drummer David Winogrond und Bassist Bruce Wagner spielen.

## Diskografie

### Singles
- 1964: Apache '65 / Blue Guitar
- 1965: Granny Goose / Space Hop
- 1965: Baby Ruth / I'm Looking Over A Four Leaf Clover
- 1965: Moon Dawg '65 / Dance The Freddie
- 1966: Theme From The Wild Angels / U. F. O.
- 1966: Blue's Theme / Bongo Party
- 1968: Blue Rides Again / Cycle-Delic
- 1996: Chopper / Open Throttle
- 1997: The Born Losers Theme / The Glory Stompers

### Alben
- 1965: Apache '65
- 1966: Soundtrack From The Motion Picture Skaterdater
- 1967: The Wild Angels, Volume II (Original Soundtrack) (Mike Curb feat. Davie Allan & The Arrows)
- 1967: Albert Peckingpaw's Revenge (Original Motion Picture Soundtrack) (Harley Hatcher feat. Davie Allan & The Arrows)
- 1967: Blues Theme
- 1967: Devil's Angels (Original Motion Picture Soundtrack)
- 1968:  The Wild Racers (Original Motion Picture Soundtrack) (The Sidewalk Sounds feat. The Arrows)
- 1968: Cycle-Delic Sounds
- 1968: Wild in the Streets
- 1985: Arrow Dynamic
- 1996: Fuzz Fest
- 1999: The Arrow Dynamic Sounds Of
- 1999: Bykedelics
- 2000: Live Run
- 2003: Restless In L.A.
- 2004: Fuzz For The Holidays
- 2007: Fuzz For The Holidays 2
- 2008: Moving Right Along
- 2009: Retrophonic
- 2015: King Of The Fuzz Guitar